# Musa: The Warrior
Musa (무사; lit. "Guerrer"), és una pel·lícula sud-coreana de 2001 d'acció dramàtica d'èpica dirigida per Kim Sung-su, protagonitzada per Jung Woo-sung, Ahn Sung-ki, Joo Jin-mo i l'actriu xinesa Zhang Ziyi. Basada en fets reals de manera parcial, segueix les aventures d'una delegació de pau coreana mentre intentaven tornar a Corea a través dels inhòspits deserts del nord de la Xina.
La pel·lícula és considerada una de les pel·lícules més grans de la història del cinema sud-coreà. En el moment de la seva producció, el seu pressupost era el més gran que hi ha hagut per a una pel·lícula coreana. Presenta un alt grau de precisió històrica en el vestuari, l'atrezzo, els escenaris i, més inusualment, el llenguatge; és a dir, tothom parla en la seva llengua materna o a través d'un intèrpret conversant en una lingua franca. La pel·lícula va ser la vuitena pel·lícula més taquillera del 2001 amb més de dos milions d'entrades venudes. Aquesta pel·lícula no ha estat doblada al català.